# Karli Allik
Karli Allik (* 25. September 1996 in Kuressaare) ist ein estnischer Volleyballspieler.

## Karriere
Allik begann seine Profikarriere 2013 bei Danpower Võru. Im folgenden Jahr wechselte der Außenangreifer zu Selver Tallinn. Mit dem Verein aus der Hauptstadt wurde er 2016 estnischer Meister und erreichte das nationale Pokalfinale. Mit der A-Nationalmannschaft gewann der vorherige Juniorennationalspieler 2016 die Europaliga. In der Saison 2016/17 gelang ihm mit Tallinn die Titelverteidigung in der nationalen Liga. Anschließend wurde Allik vom deutschen Bundesligisten SWD Powervolleys Düren verpflichtet. Mit der Nationalmannschaft nimmt er an der Volleyball-Weltliga 2017 teil. Mit den SWD Powervolleys erreichte er das Playoff-Viertelfinale. Danach verließ er den Verein mit unbekanntem Ziel.
Im Beachvolleyball nahm Allik 2013 in Vilnius mit Raul Kartsep und 2015 in Larnaka mit Ragnar Kalde an den U20-Europameisterschaften teil.